# カルロス・ドトール
カルロス・ドトール・ゴンサレス（Carlos Dotor González、2001年3月15日 - ）は、スペイン・マドリード出身のサッカー選手。セルタ・デ・ビーゴ所属。ポジションはミッドフィールダー。

## 経歴
マドリードに生まれ、CFラージョ・マハダオンダを経て2015年にレアル・マドリードのカンテラへ入団した。2019-20シーズンからBチームで出場機会を掴み始めると、2022-23シーズンにはBチームのキャプテンを務めた。
2023年7月20日、セルタ・デ・ビーゴへ移籍し、5年契約を結んだ。